# سدانة الكعبة

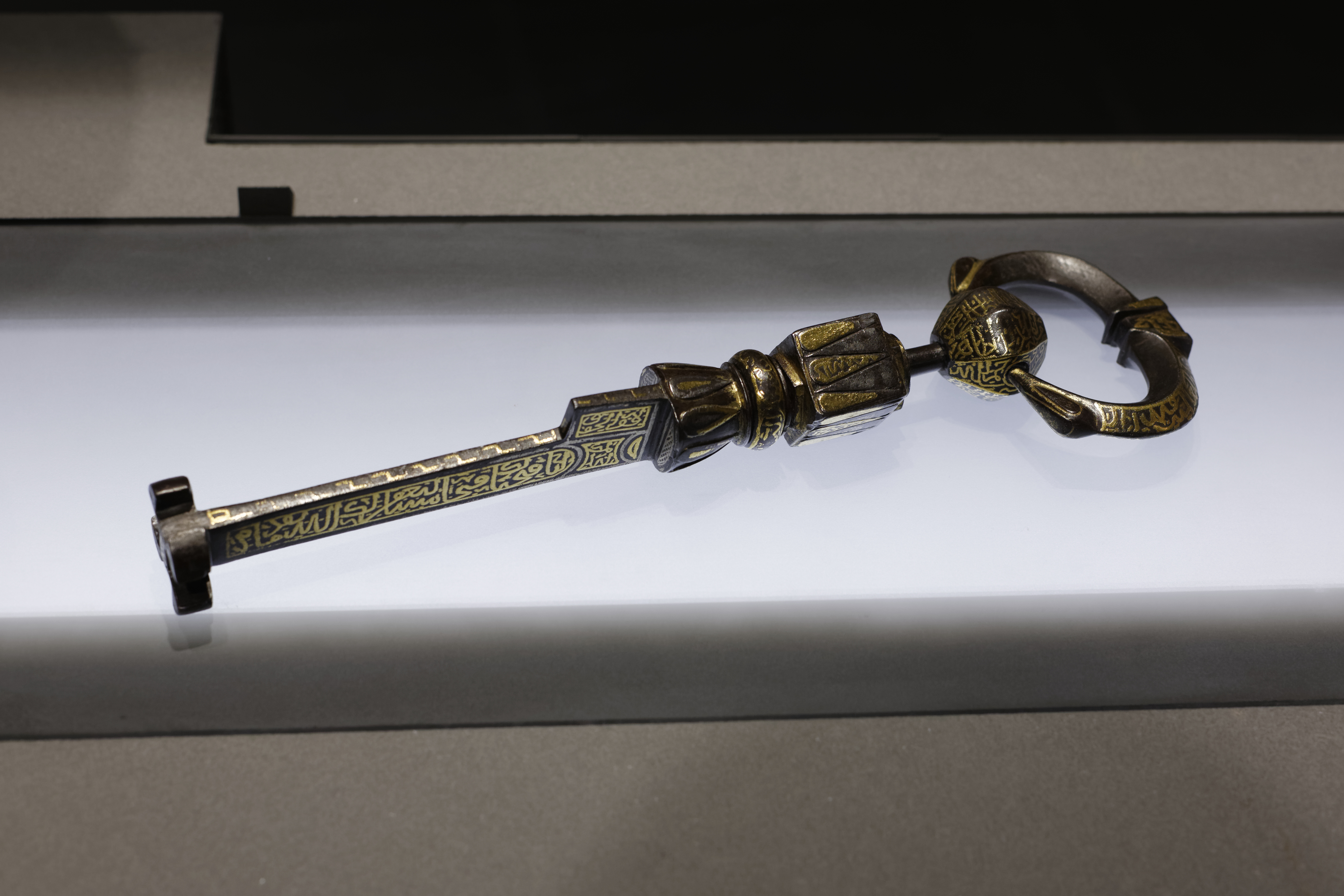
مفتاح الكعبة في عهد السلطان برقوق.

سدانة الكعبة هي مهنة قديمة تختص بالعناية بالكعبة والقيام بشؤونها من فتحها وإغلاقها وتنظيفها وغسلها وكسوتها وإصلاح هذه الكسوة إذا تمزقت واستقبال زوّارها وكل ما يتعلق بذلك. منذ أكثر من 16 قرناً أي قبل بدء الإسلام اختص أحفاد قصي بن كلاب بن مرة بسدانة الكعبة، ومن نسلهم أبناء آل الشيبي سدنة الكعبة الحاليين.
منذ بناء إبراهيم الكعبة، كانت السدانة بيد ابنه إسماعيل، الذي تولى رفع القواعد من البيت مع والده إبراهيم كما قال الله ﴿وَإِذْ يَرْفَعُ إِبْرَاهِيمُ الْقَوَاعِدَ مِنَ الْبَيْتِ وَإِسْمَاعِيلُ رَبَّنَا تَقَبَّلْ مِنَّا إِنَّكَ أَنْتَ السَّمِيعُ الْعَلِيمُ ۝١٢٧﴾. ثم اغتصبها منهم جرهم، ثم انتزعتها خزاعة، ثم آلت إلى قصي بن كلاب وهو من أبناء إسماعيل، وهو الجد الرابع للنبي محمد، ثم صارت من بعده في ولده الأكبر عبد الدار، ثم صارت في بني عبد الدار جاهلية وإسلاماً، ولم تزل السدانة في ذريته حتى انتقلت إلى عثمان بن طلحة بن أبي طلحة بن عبد الله بن عبد العزى بن عثمان ابن عبد الدار بن قصي، منذ أن أعاد لهم النبي محمد مفاتيح الكعبة لهم، وقال: «خذوها يا بني أبي طلحة خالدة تالدة لا ينزعها منكم إلا ظالم».
كان عثمان بن طلحة سادن الكعبة، فلما دخل النبيُّ مكة يوم الفتح، فطلب النبي محمد المفتاح، فجيئ بالمفتاح فتنحى ناحية المسجد فجلس النبي محمد وقد قبض السقاية وسدانة الكعبة من العباس وأخذ المفتاح من عثمان، فدخل النبي البيت وصلى فيه ركعتين، فلما خرج سأله العباس أن يعطيه المفتاح ليجمع له بين السقاية وسدانة الكعبة، فأنزل الله هذه الآية من القران الكريم: ﴿إِنَّ اللَّهَ يَأْمُرُكُمْ أَنْ تُؤَدُّوا الْأَمَانَاتِ إِلَى أَهْلِهَا وَإِذَا حَكَمْتُمْ بَيْنَ النَّاسِ أَنْ تَحْكُمُوا بِالْعَدْلِ إِنَّ اللَّهَ نِعِمَّا يَعِظُكُمْ بِهِ إِنَّ اللَّهَ كَانَ سَمِيعًا بَصِيرًا ۝٥٨﴾ (سورة النساء، الآية 58). فلما جلس رسول الله عليه الصلاة والسلام قال: « ادعوا إلي عثمان» فدعي له عثمان بن طلحة، وقيل أن رسول الله عليه الصلاة والسلام قال لعثمان وهو يدعوه إلى الإسلام ومع عثمان المفتاح فقال: لعلك سترى هذا المفتاح بيدي أضعه حيث شئت»، فقال عثمان: «لقد هلكت إذا قريش وذلت». فقال رسول الله محمد (صل الله عليه وسلم): «بل عمرت وعزت يومئذ ». فلما دعاني بعد أخذه المفتاح ذكرت قوله ما كان قال. فأقبلت فاستقبلته ببشر واستقبلني ببشر. ثم قال: « خذوها يا بني أبي طلحة تالدة خالدة لا ينزعها إلا ظالم يا عثمان إن الله استأمنكم على بيته. فكلوا بالمعروف». قال عثمان: « فلما وليت ناداني فرجعت إليه. فقال: « ألم يكن الذي قلت لك؟» فذكرت قوله لي بمكة فقلت: بلى، أشهد أنك رسول الله " فأعطاه المفتاح.
وجرت العادة أن يوضع مفتاح باب الكعبة لدى أكبر السدنة سناً، ويسمى السادن الأول، وعند فتح الكعبة يشعر السادن الأول جميع السدنة الكبار منهم، بوقت كاف ليتمكنوا من الحضور جميعاً إن أمكن ذلك أو بعضهم ليقوموا بغسلها بمعية ولي الأمر والأمراء.
للسدانة مصطلحات أخرى مرادفة لها، والناس تستعمل هذه المصطلحات على السواء، وهذه المصطلحات المرادفة هي، الحجابة، والخِزَانَةُ. وهي في اصطلاح الإسلام : ولاية مخصوصة، لقومٍ مخصوصين، لشيءٍ مخصوص. فالمقصود بالولاية : خدمة الكعبة، وكِسْوتها، وتولي أمرها، وفتح بابها وإغلاقه، وهي مقدَّرة شرعاً لأناس مخصوصين.
كانت السدانة والحجابة حقًّا شرعيًّا لذرية أبي طلحة انطلاقًا مما نص عليه الحديث عن النبي محمد: (خذوها يا بني أبي طلحة خالدة تالدة لا ينزعها منكم إلا ظالم) والحديث رواه الطبراني في المعجم الأوسط، واستمر هذا الإرث الإسلامي حتى دخول الدولة السعودية الأولى عام 1210هـ فتعززت مكانة بني شيبة والتزمت الدولة السعودية بوصية النبي واستمرت السدانة متوارثة في بني شيبة إلى وقتنا الحالي.

## انتقال ولاية البيت الحرام منخزاعةإلى قريش
وكانت قريش -وهم ولد النضر بن كنانة- آنذاك متفرقين في مكة وماحولها، واستمر هذا حالهم إلى عهد قصي بن كلاب الذي خطب حبى بنت حليل بن حبشية بن سلول بن كعب بن عمرو الخزاعي، فتزوجها وكان أبوها يومئذ يلي الكعبة. فتمكن قصي بعد ذلك من ولاية البيت الحرام وأسكن قريشاً بمكة. 
وقد اختلفت الروايات التاريخية حول كيفية انتزاع قصي ولاية البيت من خزاعة.

## جدول طبقات سدنة الكعبة من قريش عبر التاريخ
| الرقم | اسم الحاجب | المولد والوفاة          | تاريخ الولاية                          | شذرات تاريخية |
| ----- | --- | ----------------------- | -------------------------------------- | --- |
| 1     | قصي بن كلاب بن مرة بن كعب بن لؤي بن غالب بن فهر بن مالك بن النضر بن كنانة بن خزيمة بن مدركة بن نزار بن معد بن عدنان القرشيّ                                                  | ... ـ...                | ... ـ...                               | أسكن قريشاً بمكة وإنتزع سدانة البيت من خزاعة، كان سيد قريش، وفي نسله البيت والعدد. |
| 2     | عبد الدار بن قصي | ... ـ...                | ... ـ...                               | أكبر بني أبيه وخليفته في حجابة الكعبة |
| 3     | عثمان بن عبد الدار | ... ـ...                | ... ـ...                               | ... |
| 4     | عبد العزى بن عثمان | ... ـ...                | ... ـ...                               | |
| 5     | أبو طلحة عبد الله بن عبد العزى العبدري. | ...ق هـ ـ 2هجرية        | ... ـ 2 هجرية                          | * خال آمنة بنت وهب الزهرية أم النبي محمد بن عبد الله |
| 6     | طلحة بن أبي طلحة العبدري. | ... ق هـ ـ 2 هـ         | * قتل يوم أحد كافراً                    | |
| 7     | عثمان بن طلحة بن أبي طلحة العبدري. | نحو 30 قه ـ 42هـ        | 2 هجرية ـ 8 هجرية                      | * المرة الأولى وهو على كفره انتقلت إليه الحجابة بعد قتل أبيه يوم أحد، حامل لواء المشركين يوم الأحزاب. |
| 8     | شيبة بن عثمان الأوقص بن أبي طلحة | نحو 20 قه- 59هـ         | 8 هـ ـ9 هـ                             | * المرة الأولى. وهو على كفره بعد أن أسلم عثمان بن طلحة ابن عمه وسلمه مفاتح الكعبة، إليه ينتسب بنو شيبة. |
| 9     | عثمان بن طلحة بن أبي طلحة القرشي العبدري | نحو 30 قه ـ 42هـ        | 9هـ ـ42هـ                              | * المرة الثانية وهو مؤمن بعد أن سلمه النبي المفاتح يوم الفتح، أناب عنه ابن عمه ورجع مع النبي |
| 10    | شيبة بن عثمان الأوقص بن أبي طلحة العبدري | نحو 20قه - 59هـ         | 9هـ ـ 42هـ /42هـ ـ 59هـ                | * المرة الثانية. نائباً عن ابن عمه، وبالأصالة بعد وفاته |
| 11    | مصعب بن شيبة بن عثمان | ... -...                | ... -...                               | |
| 12    | جبير بن شيبة بن عثمان الأوقص | ... -...                | ... -...                               | |
| 13    | مُسَافع بن عبد الله الأكبر بن شيبة بن عثمان الأوقص | ... -...                |                                        | |
| 14    | منصور بن عبد الرحمن بن طلحة بن الحارث بن طلحة بن أبي طلحة | ...- 137هـ              | ... -...                               | |
| 15    | عبد الله الأصغر الأعجم بن شيبة بن عثمان الأوقص | ... -...                | ... -...                               | المرة الأولى. عزله أمير مكة خالد بن عبد الله القسري وهدده |
| 16    | مصعب بن شيبة بن جبير بن شيبة بن عثمان الأوقص | ... -...                | ... -...                               | ولاه خالد بن عبد الله القسري وعزل أخاه |
| 17    | عبد الله الأصغر الأعجم بن شيبة | ... -...                | ... -...                               | المرة الثانية بأمر من الخليفة الأموي |
| 18    | مسافع بن عبد الرحمن بن عبد العزيز بن عبد الله بن مسافع بن عبد الله بن شيبة بن عثمان                                                                                         | ... -...                | ... -...                               | |
| 19    | عبيد الله بن عثمان بن إبراهيم العبدريّ | ... -...                | ... -...                               | |
| 20    | عبد الله بن شعيب بن شيبة بن جُبير بن شيبة بن عثمان الشيبي | ... -...                | ... -...                               | |
| 21    | عبد الكريم بن شعيب بن شيبة بن جبير بن شيبة بن عثمان الشيبي |                         |                                        | |
| 22    | محمد بن عبد الله بن عثمان الحجبيّ العبدري | ... -...                | ... -...                               | |
| 23    | زُرَارَةَ بن مصعب بن شيبة بن عثمان الأوقص الشيبي | ... -...                | ... -...                               | |
| 24    | عبد العزيز بن زُرَارَةَ بن مصعب بن شيبة بن عثمان بن أبي طلحة الشيبيّ |                         |                                        | |
| 25    | ؟؟ |                         |                                        | |
| 26    | ؟؟ |                         |                                        | |
| 27    | ؟؟ |                         |                                        | |
| 28    | ؟؟ |                         |                                        | |
| 29    | يحيى بن عبد الرحمن بن بركات بن شيبة الثاني بن عبد الله بن عبد بن شعيب بن جبير بن شيبة                                                                                       | ...- 470هـ              |                                        | |
| 30    | ؟؟ |                         |                                        | |
| 31    | ؟؟ |                         |                                        | |
| 32    | ديلم الأول بن محمد بن إبراهيم بن شيبة الثاني بن عبد الله بن عبد بن شعيب بن جبير بن شيبة الأوَّل                                                                               |                         |                                        | |
| 33    | عبد الرحمن بن دَيْلَم الأوَّل بن محمد بن إبراهيم بن شيبة الثاني بن عبد الله بن عبد بن شعيب بن جبير                                                                               | ...- 564هـ              |                                        | |
| 34    | عليّ بن يحيى بن محمد بن يحيى بن عُبيدة بن حمزة بن بركات بن شيبة بن عبد الله بن عَبد بن شعيب                                                                                    | ...- 579هـ              |                                        | |
| 35    | محمد بن إسماعيل الأوَّل بن عبد الرحمن بن دَيْلَم الأوَّل بن محمد الشيبي | كان موجوداً في عام 579هـ |                                        | عزله أمير مكة مكثر بن عيسى لظهور هنات منه وعين بدلاً عنه ابن عمه. ثم إعيدت له السدنة فيما بعد. |
| 36    | إسماعيل الثاني بن محمد بن إسماعيل الأوَّل بن عبد الرحمن بن دَيْلَم الأوَّل الشيبي                                                                                                  |                         |                                        | |
| 37    | إسماعيل بن شيبة بن محمد الشيبي | كان موجوداً في عام 620هـ |                                        | |
| 38    | غانم بن مُفَرِّج بن محمد بن يحيى بن عبيدة بن حمزة بن بركات بن شيبة بن عبد الله بن عبد بن شعيب                                                                                   | كان موجوداً عام 638هـ    |                                        | |
| 39    | عُبيد بن مفرج بن محمد بن يحيى بن عبيدة بن حمزة بن بركات بن شيبة الشيبي | كان موجوداً في عام 646هـ |                                        | |
| 40    | أبو غانم إدريس بن غانم بن مُفَرِّج بن محمد الشيبي |                         | كان صاحب المفتاح في 657هـ              | |
| 41    | يوسف بن غانم بن مُفَرِّج بن محمد الشيبيّ | كان موجوداً في عام 688هـ |                                        | |
| 42    | مجد الدين أبو العباس أحمد بن دَيْلَم الثاني بن محمد بن إسماعيل بن عبد الرحمن بن دَيْلَم بن محمد                                                                                   | 642 – 712 هـ            |                                        | |
| 43    | عليّ الرَّضِيّ/الرضا بن بُحَيْر بن عليّ بن دَيْلَم الأوَّل بن محمد الشيبي | ... - 771هـ             |                                        | |
| 44    | محمد بن إدريس بن غانم بن مُفَرِّج بن محمد الشيبي |                         |                                        | |
| 45    | يحيى بن عليّ الرضيّ بن بُحَير بن عليّ بن دَيْلَم الأوَّل بن محمد الشيبي | ... - 742هـ             |                                        | |
| 46    | غانم بن يوسف بن محمد بن إدريس بن غَانم بن مُفَرِّج الشيبي | ... - 743هـ             |                                        | |
| 47    | محمد بن يوسف بن محمد بن إدريس بن غانم بن مُفَرِّج الشيبي | ... - 749هـ             |                                        | |
| 48    | جمال الدين محمد بن أبي بكر بن محمد (ناصر) بن أحمد الشيبيّ | ... - نحو 777هـ         | 749هـ ـ 757هـ                          | * المرة الأولى. ولد بمقديشو، وله ذرية في الصومال، والحبشة، واليمن، والعراق، وبلاد الشام. |
| 49    | أبو الفضل أحمد بن أبي المحاسن جمال الدين يوسف بن أحمد بن صالح بن عبد الرحمن الشيبيّ                                                                                          | ... - نحو 777هـ         | 757هـ ـ 777هـ                          | |
| 50    | جمال الدين محمد بن أبي بكر بن محمد (ناصر) بن أحمد الشيبيّ | ... - نحو 777هـ         | 777هـ                                  | * المرة الثانية. ولد بمقديشو، وله ذرية في الصومال، والحبشة، واليمن، والعراق، وبلاد الشام. |
| 51    | جمال الدين يوسف بن أبي راجح محمد بن إدريس بن غانم بن مُفَرِّج الشيبي | ... - 783هـ             | 777 – 783 هـ                           | |
| 52    | محمد بن غانم بن يوسف بن إدريس بن غانم بن مُفَرِّج الشيبي | كان موجوداً عام 760هـ    | وليها عام 780هـ                        | |
| 53    | يوسف بن أبي راجح محمد بن إدريس بن غانم بن مُفَرِّج الشيبي |                         |                                        | * لفترة وجيزة ثم توفي |
| 54    | نور الدين عليّ بن أبي راجح محمد بن إدريس بن غانم بن مُفَرِّج الشيبي | ... - 787هـ             | نحو عام 784 – 787 هـ                   | |
| 55    | النور عليّ بن الجمال محمد بن أبي بكر بن محمود بن ناصر الدين 2 بن عليّ بن عبد الله بن محمد بن أبي بكر بن ناصر الدين الأول بن يحيى بن بُحَيْر بن عليّ بن دَيْلَم الأول الشيبي العبدري. | 755هـ - 815 هـ          | 787 – 788 هـ                           | * المرة الأولى |
| 56    | فخر الدين أبو بكر بن جمال الدين محمد بن أبي بكر بن محمود بن ناصر الدين الثاني الشيبي.                                                                                       | بعد740 – 817 هـ         | 788 – 788 هـ                           | * لم يباشر الحجابة لغيابه عن مكة فناب عنه ابنه أحمد الذي توفي بعد شهر |
| 57    | نور الدين عليّ بن جمال الدين محمد بن أبي بكر بن محمود بن ناصر الدين الثاني الشيبي.                                                                                           | 755 – 815 هـ            | 788ه- 790هـ                            | * المرة الثانية بالإنابة عن أخيه الفخر أبي بكر. |
| 58    | فخر الدين أبو بكر بن جمال الدين محمد بن أبي بكر بن محمود بن ناصر الدين الثاني                                                                                               | بعد740 – 817 هـ         | 790 – 817 هـ                           | المرة الثانية. ويذكر بعده أحمد بن علي الشيبي، ولكن تاريخ مولده وموته غرقاً في البحر معضل. |
| 59    | الجمال أبو راجح محمد بن النور عليّ بن أبي راجح محمد بن أبي غانم إدريس بن غانم بن مُفَرِّج                                                                                        | نحو عام 773 – 827 هـ    | 817 – 827 هـ ـ /... -...               | * باشر الحجابة هذه المرة |
| 60    | عليّ العراقيّ بن أحمد بن عليّ بن محمد بن عليّ بن عيسى بن ناصر الدين الثاني | 789 – 839 هـ            | ... ـ...                               | المرة الأولى بالإنابة عن أبي المحاسن. |
| 61    | جمال الدين أبو المحاسن محمد بن نور الدين عليّ بن محمد بن أبي بكر بن محمد (ناصر) بن أحمد الشيبي                                                                               | 779 – 837 هـ            | 827 – 837 هـ                           | |
| 62    | علي العراقي | 789 – 839 هـ            | 837 – 839 هـ                           | المرة الثانية بالأصالة. |
| 63    | يحيى العراقي بن أحمد الشيبي. | 790 – 840 هـ            | 839 – 840 هـ                           | * شقيق علي العراقي الشيبي. |
| 64    | الجمال يوسف بن أبي راجح الجمال محمد بن النور عليّ بن محمد بن إدريس بن غانم بن مُفَرِّج                                                                                           | قبل 812 – 843 هـ        |                                        | |
| 65    | عمر بن الجمال أبي راجح محمد بن عليّ بن أبي راجح محمد بن إدريس بن غانم بن مفرج االشيبي.                                                                                       | 812هـ ـ881ه             | 843 – 881 هـ                           | |
| 66    | أبو البركات بن يوسف بن أبي راجح محمد بن عليّ بن محمد بن أبي غانم إدريس بن غانم الشيبي                                                                                        | نحو 840هـ ـ893ه         | 881 – 893 هـ                           | |
| 67    | محمد بن عمر بن أبي راجح محمد الشيبي. | 843هـ ـ...              | 843هـ ـ...                             | |
| 68    | الطيب بن عمر بن أبي راجح محمد الشيبي العبدري. | ... - 926هـ             | ... - 926هـ                            | |
| 69    | علي بن محمد بن عمر بن أبي راجح محمد الشيبي | ... ـ...                | 926هـ -...                             | بالإنابة. |
| 70    | عبد الله بن عمر بن أبي راجح محمدالشيبي العبدري. | ... ـ...                | ... ـ...                               | |
| 71    | برهان الدين إبراهيم بن أحمد (بن عبد الله) بن عليّ بن أبي راجح الشيبيّ العبدري.                                                                                                | ... ـ...                | كان والياً عام 934ه                     | |
| 72    | أبو بكر بن محمد بن عمر بن أبي راجح محمد بن أبي الحسن نور الدين عليّ بن أبي راجح                                                                                              | ... ـ 940ه              | ... ـ...                               | |
| 73    | أبو السعود بن الفخر أبي بكر بن الجمال محمد بن أبي حفص السراج عمر بن أبي راجح الشيبي.                                                                                        | ... - 955هـ             | ... - 955هـ                            | |
| 74    | شرف الدين أبو القاسم الشيبيّ الشافعيّ | ... -...                | 955هـ -...                             | |
| 75    | عبد الواحد الشيبي | ... ـ...                | كان والياً عام 996هـ                    | * في زمن ولايته سُرِق مفتاح الكعبة ووجد عند رجل أعجمي في اليمن. |
| 76    | قاسم بن أبي السعود الشيبي | ... ـ1005هـ             | ... - 1005هـ                           | |
| 77    | ؟؟ |                         |                                        | |
| 78    | محمد بن قاسم بن أبي السعود الشيبي | ... - 1080هـ            | ... - 1080هـ                           | * السيل يهدم الكعبة في زمن ولايته، فبنيت من جديد. |
| 79    | عبد الواحد بن محمد بن قاسم بن أبي السعود | ... ـ 1131ه             | 1080 – 1101 هـ                         | * في زمن ولايته صاغ أحد المحتالين مفتاحاً يحاكي مفتاح الكعبة.الحاجب يتهم بخيانة ولايته فيعزل. |
| 80    | عبد الله بن محمد بن قاسم بن أبي السعودالشيبي | ... ـ 1116هـ            | 1101 – 1103 هـ                         | * ولي مشيخة الحجبة بعد عزل أخيه.ثم يُعزل بابن أخيه. |
| 81    | عبد المعطي بن عبد الواحد بن محمد بن قاسم بن أبي السعود الشيبي | ...ـ 1110ه              | 1103 – 1110 هـ                         | * ولي مشيخة الحجبة بإصرار من أبيه المعزول، فعزل عمه عبد الله ووليها غير أنه مات بعد سنوات في حياة أبيه. |
| 82    | محمد بن عبد المعطي بن عبد الواحد بن محمد بن قاسم بن أبي السعود الشيبي | ... - 1124هـ            | 1110 – 1124 هـ                         | * وليها في حين كان لا يزال جده المعزول حياً. |
| 83    | عبد القادر بن عبد المعطي بن عبد الواحد بن محمد بن قاسم بن أبي السعود الشيبي                                                                                                 | ...ـ 1168هـ             | 1124هـ - نحو 1125هـ                    | * المرة الأولى. * عزل بعمه أحمد الأكبر سناً بأمر من السلطان العثماني |
| 84    | أحمد بن عبد الواحد بن محمد بن قاسم بن أبي السعود الشيبي | ... ـ بعد 1150هـ        | نحو 1125 – 1136 هـ ـ                   | * ولاه على مشيخة الحجبة السلطان العثماني لأنه أحق بها لأجل سنه. * عزل عام 1136ه. |
| 85    | عبد القادر بن عبد المعطي بن عبد الواحد الشيبيّ | ... -...                | 1136 – 1168 هـ                         | * المرة الثانية. |
| 86    | محمد بن عبد القادر بن عبد المعطي بن عبد الواحد بن محمد بن قاسم بن أبي السعود الشيبي                                                                                         | ... -...                | 1168هـ - بعد 1168هـ                    | |
| 87    | عبد الرحمن بن محمد بن عبد المعطي بن عبد الواحد بن محمد بن قاسم بن أبي السعود                                                                                                | ... -...                | بعد 1168هـ - بعد 1180هـ                | |
| 88    | يحيى بن محمد بن عبد المعطي بن عبد الواحد بن محمد بن قاسم بن أبي السعود الشيبي                                                                                               | ...ـ بعد 1180هـ         | نحو 1180هـ - بعد 1180هـ                | |
| 89    | زين العابدين أفندي بن محمد بن عبد المعطي بن عبد الواحد بن محمد بن قاسم الشيبي                                                                                               | ... - نحو 1205 هـ       | ... - نحو 1205 هـ                      | |
| 90    | عبد القادر أفندي بن محمد بن عبد المعطي بن عبد الواحد الشيبي | ... ـ 1210ه             | نحو 1205 – 1210 هـ                     | |
| 91    | محمد أفندي بن زين العابدين بن محمد بن عبد المعطي بن عبد الواحد بن محمد بن قاسم بن الشيبي                                                                                    | نحو 1203هـ ـ 1253هـ     | 1210 – 1253 هـ                         | هو جد آل شيبة الحاليين المعاصرين فقد توفى والده زين العابدين وهو طفل وتولى سدانة الكعبة بعد زين العابدين عبد القادر الشيبي ابن عم محمد المشار إليه وفي سنة 1210هـ توفي عبد القادر عقيما، وبذلك آلت السدانة إلى محمد بن زين العابدين وهو يومئذ حديث السن ولم يوجد في آل شيبة ولدا ذكر غيره، وكان أمير مكة في ذلك العصر الشريف غالب بن مساعد فأخذ الشيخ محمد بن زين العابدين إلى داره وكفله وجعل على أملاكه أحد علماء مكة المكرمة واعتنى بتربيته كأولاده وأكرمه إلى أن كبر وكان عالماً فاضلاً وله رسالة في مناسك الحج على المذهب الشافعي نظماً تولى أمر السدانة ثلاثا وأربعين سنة وولد له من الذكور ستة أولاد وتوفي سنة 1253 هـ. (المصدر : كتاب تاريخ الكعبة المعظمة، كتاب إفادة الأنام بذكر أخبار بلد الله الحرام) |
| 92    | عبد القادر أفندي بن محمد بن زين العابدين بن محمد بن عبد المعطي | ...ـ 1260هـ             | 1253 – 1260 هـ                         | |
| 93    | جعفر أفندي بن محمد بن زين العابدين بن محمد الشيبي | ... ـ 1261هـ            | 1260 – 1261 هـ                         | * ولي مشيخة الحجبة سبعة أيام |
| 94    | سليمان أفندي بن محمد بن زين العابدين بن محمد بن عبد المعطي | ... ـ1261ه              | 1261 – 1261 هـ                         | * توفي في المغرب العربي. |
| 95    | أحمد أفندي بن محمد بن زين العابدين بن محمد | 1242 – 1274 هـ          | 1261 – 1274 هـ                         | * في زمن ولايته بنيت دار المفتاح. |
| 96    | عبد الله أفندي بن محمد بن زين العابدين بن محمد بن عبد المعطي الشيبي | 1248هـ ـ 1296هـ         | 1274 – 1296 هـ                         | |
| 97    | عُمر أفندي بن جعفر بن محمد بن زين العابدين بن محمد بن عبد المعطي | ... ـ 1304هـ            | 1296 – 1304 هـ                         | |
| 98    | عبد الرحمن أفندي بن عبد الله بن محمد بن زين العابدين بن محمد بن عبد المعطي بن عبد الواحد                                                                                    | 1268 – 1320 هـ          | 1304 – 1311 هـ                         | * عزله السلطان عبد الحميد العثماني. * دون أصل الرسالة الذهبية في السلسلة الشيبية. |
| 99    | محمد صالح أفندي بن أحمد بن محمد بن زين العابدين بن محمد بن عبد المعطي الشيبي                                                                                                | 1271 – 1335 هـ          | 1311 – 1335 هـ                         | * طلب العلم وأجاز له أهل عصره. * ترأس مجلس الشيوخ في العهد الهاشمي، * ومحمد بن محمد صالح ولي المشيخة. |
| 100   | عبد القادر أفندي بن عليّ الثاني بن محمد السابع بن زين العابدين الشيبي | 1271 – 1351 هـ          | 1335 – 1351 هـ                         | * عاش عهود الدول الثلاثة.ترأس مجلس الشيوخ في العهد الهاشمي. |
| 101   | محمد بن محمد صالح بن أحمد بن محمد بن زين العابدين | 1292 – 1382 هـ          | 1351 – 1382 هـ                         | * لا عقب له. |
| 102   | أمين أفندي بن عبد الله بن عبد القادر بن عليّ بن محمد السابع | 1325 – 1399 هـ          | 1382 – 1399 هـ                         | * عضو في مجلس الشورى السعودي. |
| 103   | طه بن عبد الله بن عبد القادر بن عليّ بن محمد السابع بن زين العابدين الشيبي                                                                                                   | ..هـ - 1407هـ           | 1399 – 1407 هـ                         | |
| 104   | عاصم بن عبد الله بن عبد القادر بن عليّ بن محمد السابع بن زين العابدين الشيبي\| 1337 – 1413 هـ                                                                                | 1407 – 1413 هـ          |                                        | |
| 105   | طلحة بن حسن بن عبد القادر بن عليّ بن محمد السابع بن زين العابدين | 1340 – 1426 هـ          | 1413 – 1426 هـ                         | |
| 106   | عبد العزيز بن عبد الله بن عبد القادر بن عليّ بن محمد السابع بن زين العابدين الشيبي                                                                                           | 1348 هـ -...            | 1426 هـ -...                           | |
| 107   | عدنان أمين الشيبى |                         |                                        | |
| 108   | عبد القادر بن طه بن عبد الله بن عبد القادر بن عليّ بن محمد السابع بن زين العابدين الشيبي                                                                                     | توفي 29 ذوالحجة 1435 هـ | 1 ذوالحجة 1431 هـ - 29 ذوالحجة 1435 هـ | |
| 109   | صالح زين العابدين الشيبي | توفي في 15-12-1445 هجري | 1 محرم 1436 هـ - 16 ذو الحجة 1445      | |